# Troisdorf Jets
I Troisdorf Jets sono una squadra di football americano di Troisdorf, in Germania; fondati nel 1980 come Bonner Jets, si sono trasferiti a Troisdorf nel 1990.

## Dettaglio stagioni

### Tornei nazionali

#### Campionato

##### Bundesliga
| Stagione | regular season | regular season | regular season | regular season | regular season | regular season | playoff | playoff | playoff | playoff | playoff | playoff          | playoff           |
|          | Vin            | Par            | Per            | Tot            | PF             | PS             | Vin     | Per     | Tot     | PF      | PS      | risultato        | avversaria        |
| -------- | -------------- | -------------- | -------------- | -------------- | -------------- | -------------- | ------- | ------- | ------- | ------- | ------- | ---------------- | ----------------- |
| 1984     | 3              | 0              | 9              | 12             | 102            | 317            | -       | -       | -       | -       | -       | -                | -                 |
| 1985     | 5              | 1              | 8              | 14             | 190            | 242            | 0       | 1       | 1       | 0       | 28      | Quarti di finale | Ansbach Grizzlies |
| 1986     | 6              | 0              | 4              | 10             | 143            | 188            | 1       | 1       | 2       | 30      | 35      | Quarti di finale | Ansbach Grizzlies |
| 1987     | 4              | 0              | 6              | 10             | 164            | 173            | -       | -       | -       | -       | -       | -                | -                 |
| 1988     | 6              | 0              | 4              | 10             | 227            | 214            | 0       | 1       | 1       | 27      | 28      | Wild Card        | Dortmund Giants   |
| 1989     | 4              | 0              | 6              | 10             | 117            | 272            | -       | -       | -       | -       | -       | -                | -                 |
| 1990     | 3              | 0              | 7              | 10             | 126            | 249            | -       | -       | -       | -       | -       | -                | -                 |
| Totale   | 31             | 1              | 44             | 76             | 1069           | 1655           | 1       | 3       | 4       | 57      | 91      |                  |                   |

Fonti: Enciclopedia del Football - A cura di Roberto Mezzetti

##### NFL
Questi tornei - pur essendo del massimo livello della loro federazione - non sono considerati ufficiali.
| Stagione | regular season | regular season | regular season | regular season | regular season | regular season | playoff | playoff | playoff | playoff | playoff | playoff   | playoff    |
|          | Vin            | Par            | Per            | Tot            | PF             | PS             | Vin     | Per     | Tot     | PF      | PS      | risultato | avversaria |
| -------- | -------------- | -------------- | -------------- | -------------- | -------------- | -------------- | ------- | ------- | ------- | ------- | ------- | --------- | ---------- |
| 1981     | 2              | 0              | 13             | 15             | 83             | 636            | -       | -       | -       | -       | -       | -         | -          |
| Totale   | 2              | 0              | 13             | 15             | 83             | 636            | -       | -       | -       | -       | -       |           |            |

Fonti: Enciclopedia del Football - A cura di Roberto Mezzetti

##### 2. Bundesliga/GFL2
| Stagione | regular season | regular season | regular season | regular season | regular season | regular season | playoff | playoff | playoff | playoff | playoff | playoff   | playoff    |
|          | Vin            | Par            | Per            | Tot            | PF             | PS             | Vin     | Per     | Tot     | PF      | PS      | risultato | avversaria |
| -------- | -------------- | -------------- | -------------- | -------------- | -------------- | -------------- | ------- | ------- | ------- | ------- | ------- | --------- | ---------- |
| 1982     | 8              | 0              | 1              | 9              | 322            | 69             | -       | -       | -       | -       | -       | -         | -          |
| 1983     | 14             | 0              | 0              | 14             | 519            | 90             | -       | -       | -       | -       | -       | -         | -          |
| 1991     | 5              | 0              | 5              | 10             | 240            | 165            | -       | -       | -       | -       | -       | -         | -          |
| 1992     | 8              | 0              | 2              | 10             | 220            | 80             | -       | -       | -       | -       | -       | -         | -          |
| 1993     | 8              | 1              | 3              | 12             | 210            | 122            | -       | -       | -       | -       | -       | -         | -          |
| 1994     | 7              | 1              | 2              | 10             | 190            | 136            | -       | -       | -       | -       | -       | -         | -          |
| 1995     | 8              | 0              | 4              | 12             | 294            | 185            | -       | -       | -       | -       | -       | -         | -          |
| 1996     | 8              | 2              | 2              | 12             | 276            | 189            | -       | -       | -       | -       | -       | -         | -          |
| 2001     | 1              | 0              | 11             | 12             | 121            | 360            | -       | -       | -       | -       | -       | -         | -          |
| 2006     | 6              | 0              | 6              | 12             | 140            | 247            | -       | -       | -       | -       | -       | -         | -          |
| 2007     | 5              | 1              | 8              | 14             | 228            | 264            | -       | -       | -       | -       | -       | -         | -          |
| 2008     | 1              | 0              | 13             | 14             | 164            | 402            | -       | -       | -       | -       | -       | -         | -          |
| 2011     | 4              | 0              | 6              | 10             | 193            | 259            | -       | -       | -       | -       | -       | -         | -          |
| 2012     | 9              | 0              | 5              | 14             | 373            | 317            | -       | -       | -       | -       | -       | -         | -          |
| 2013     | 10             | 1              | 3              | 14             | 530            | 400            | -       | -       | -       | -       | -       | -         | -          |
| 2014     | 6              | 0              | 8              | 14             | 441            | 434            | -       | -       | -       | -       | -       | -         | -          |
| 2019     | 1              | 0              | 13             | 14             | 203            | 514            | -       | -       | -       | -       | -       | -         | -          |
| Totale   | 109            | 6              | 92             | 193            | 4664           | 4233           | -       | -       | -       | -       | -       |           |            |

Fonti: Enciclopedia del Football - A cura di Roberto Mezzetti

##### Regionalliga
| Stagione | regular season | regular season | regular season | regular season | regular season | regular season | playoff | playoff | playoff | playoff | playoff | playoff      | playoff          |
|          | Vin            | Par            | Per            | Tot            | PF             | PS             | Vin     | Per     | Tot     | PF      | PS      | risultato    | avversaria       |
| -------- | -------------- | -------------- | -------------- | -------------- | -------------- | -------------- | ------- | ------- | ------- | ------- | ------- | ------------ | ---------------- |
| 1985     | 2              | 0              | 12             | 14             | 73             | 480            | -       | -       | -       | -       | -       | -            | -                |
| 1999     | 9              | 0              | 3              | 12             | 301            | 132            | -       | -       | -       | -       | -       | -            | -                |
| 2000     | 9              | 0              | 1              | 10             | 270            | 36             | -       | -       | -       | -       | -       | -            | -                |
| 2002     | 10             | 0              | 4              | 14             | 398            | 104            | -       | -       | -       | -       | -       | -            | -                |
| 2003     | 7              | 1              | 2              | 10             | 372            | 167            | -       | -       | -       | -       | -       | -            | -                |
| 2004     | 7              | 0              | 1              | 8              | 315            | 39             | 0       | 1       | 1       | 6       | 7       | Non promossi | Berlin Rebels    |
| 2005     | 11             | 0              | 1              | 12             | 495            | 86             | 2       | 0       | 2       | 67      | 27      | Promossi     | Osnabrück Tigers |
| 2009     | 5              | 0              | 5              | 10             | 128            | 104            | -       | -       | -       | -       | -       | -            | -                |
| 2010     | 10             | 0              | 0              | 10             | 310            | 91             | 1       | 1       | 2       | 42      | 55      | Non promossi | [ 3 ]            |
| 2015     | 3              | 2              | 5              | 10             | 228            | 224            | -       | -       | -       | -       | -       | -            | -                |
| 2016     | 6              | 0              | 4              | 10             | 286            | 227            | -       | -       | -       | -       | -       | -            | -                |
| 2017     | 5              | 0              | 5              | 10             | 322            | 267            | -       | -       | -       | -       | -       | -            | -                |
| 2018     | 11             | 0              | 1              | 12             | 440            | 208            | -       | -       | -       | -       | -       | -            | -                |
| Totale   | 95             | 3              | 44             | 142            | 3938           | 2165           | 3       | 2       | 5       | 115     | 89      |              |                  |

Fonti: Enciclopedia del Football - A cura di Roberto Mezzetti

##### Oberliga
| Stagione | regular season | regular season | regular season | regular season | regular season | regular season | playoff | playoff | playoff | playoff | playoff | playoff   | playoff    |
|          | Vin            | Par            | Per            | Tot            | PF             | PS             | Vin     | Per     | Tot     | PF      | PS      | risultato | avversaria |
| -------- | -------------- | -------------- | -------------- | -------------- | -------------- | -------------- | ------- | ------- | ------- | ------- | ------- | --------- | ---------- |
| 1998     | 10             | 0              | 0              | 272            | 23             | -              | -       | -       | -       | -       | -       | -         |            |
| Totale   | 10             | 0              | 0              | 10             | 272            | 23             | -       | -       | -       | -       | -       |           |            |

Fonti: Enciclopedia del Football - A cura di Roberto Mezzetti

##### Verbandsliga
| Stagione | regular season | regular season | regular season | regular season | regular season | regular season | playoff | playoff | playoff | playoff | playoff | playoff   | playoff    |
|          | Vin            | Par            | Per            | Tot            | PF             | PS             | Vin     | Per     | Tot     | PF      | PS      | risultato | avversaria |
| -------- | -------------- | -------------- | -------------- | -------------- | -------------- | -------------- | ------- | ------- | ------- | ------- | ------- | --------- | ---------- |
| 2016     | 3              | 1              | 6              | 10             | 155            | 158            | -       | -       | -       | -       | -       | -         | -          |
| Totale   | 3              | 1              | 6              | 10             | 155            | 158            | -       | -       | -       | -       | -       |           |            |

Fonti: Enciclopedia del Football - A cura di Roberto Mezzetti

##### Landesliga
| Stagione | regular season | regular season | regular season | regular season | regular season | regular season | playoff | playoff | playoff | playoff | playoff | playoff   | playoff    |
|          | Vin            | Par            | Per            | Tot            | PF             | PS             | Vin     | Per     | Tot     | PF      | PS      | risultato | avversaria |
| -------- | -------------- | -------------- | -------------- | -------------- | -------------- | -------------- | ------- | ------- | ------- | ------- | ------- | --------- | ---------- |
| 2014     | 4              | 0              | 4              | 8              | 153            | 165            | -       | -       | -       | -       | -       | -         | -          |
| Totale   | 4              | 0              | 4              | 8              | 153            | 165            | -       | -       | -       | -       | -       |           |            |

Fonti: Enciclopedia del Football - A cura di Roberto Mezzetti